# Tjeldsundbroen
68°37′42″N 016°34′41″Ø / 68.62833°N 16.57806°Ø
Tjeldsundbrua er en bro i Troms og Finnmark fylke i Norge, som knytter Hinnøya til fastlandet. Den strækker sig over Steinslandsstraumen fra Leikvikhamn på Hinnøysiden til Steinsland på fastlandet.
Det er en hængebro som udgør en del af Europavej 10/"Kong Olavs vej". Den er 1.007 meter lang, med et hovedspænd på 290 meter. Gennemsejlingshøjden er 41 meter, og broen har i alt 32 spænd. Broen blev åbnet af kong Olav den 22. oktober 1967.

## Historie
Den første regelmæssige færgeforbindelse over Steinslandsstraumen startede i 1911, da Ole Arntsen på Steinsland oprettede bådforbindelse mellem Steinsland og Lilleng og Leikvik på Hinnøya. I 1930 blev der etableret et bilfærgeselskab, og båden Prillarguri fra Harstad blev indkøbt og omdøbt til Tjeldsundfergen 1. Denne færge var i drift til 1938, og efter den kom Tjeldsundfergen 2 og Tjeldsundfergen 3. Færgekajerne på Lilleng og Steinsland blev bygget i 1937-38 og moderniseret i 1950'erne.
En komité for bro over Tjeldsundet blev stiftet 23. februar 1953. Planlægningen af broen tog imidlertid lang tid, ikke mindst fordi der var strid om hvor stor gennemsejlingshøjden skulle være. I 1958 godkendte havnedirektøren, at broen kunne bygges med 40 meters gennemsejlingshøjde, men den efterfølgende havnedirektør forlangte i 1963 en brohøjde på 50 meter. Tidlig året efter gik havnedirektøren så med på 41 meters højde.
Byggearbejdet begyndte i april 1965. Oprindelig blev det beregnet, at broen skulle stå færdig i efteråret 1968, men arbejdet blev forceret, så broen kunne åbnes 22. oktober 1967. Tjeldsundbroen blev betalt med bompenge med opkrævning frem til 30. juni 1981. De sidste år var broafgiften for en personbil 7 kroner.
Færgekajerne på Lilleng og Steinsland nogle hundrede meter syd for Tjeldsundbroen eksisterer stadig. Færgekajerne er foreslået fredet i Nasjonal verneplan for veger, bruer og vegrelaterte kulturminner. En af færgerne, Tjeldsundfergen 2, bruges i dag som partybåd i Oslofjorden.
I perioder med stærk vind kan broen blive lukket. Nogle vintre har det været nødvendigt med kolonnekørsel over broen. Der findes vindmålere på begge sider.
I Statens vegvesens Samferdselsutredning for nordre Nordland/Sør-Troms, fremlagt den 3. november 2006, foreslås en fremtidig bro over Tjeldsundet lagt fra Sandtorg til Fjelldal, 10 km længere mod syd.